# Domenico Guerello

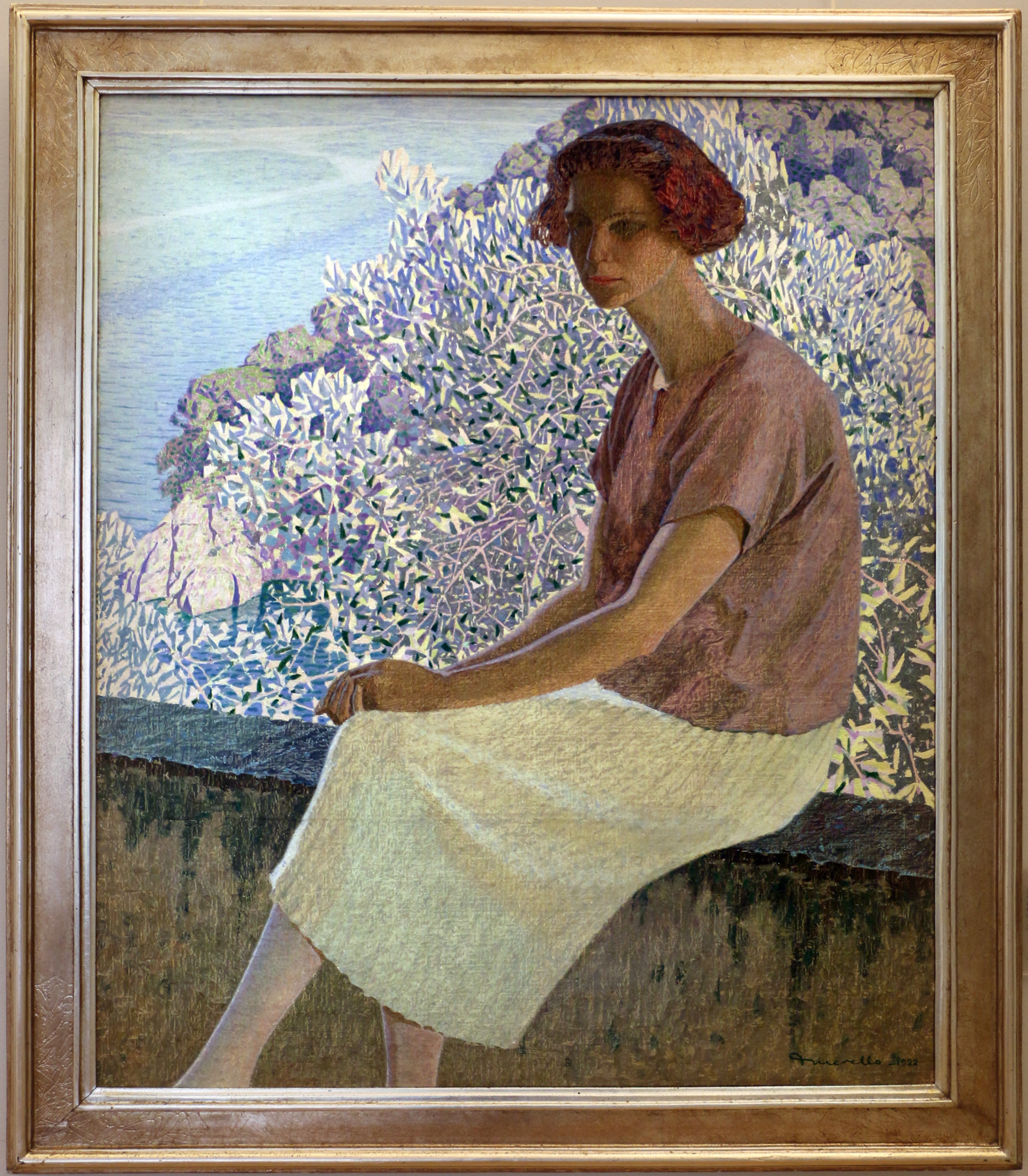
Calma argentea, 1922, Genova, GAM

Domenico Guerello (Portofino, 12 aprile 1891 – Portofino, 24 dicembre 1931) è stato un pittore italiano.

## Biografia
Guerello nacque a Portofino il 12 aprile 1891, nella casa di famiglia di Oliveto al numero civico 180, figlio di Domenico e Geronima (o Gerolama) Paris. Dopo una breve frequentazione della Scuola Superiore Navale di Genova (ora Scuola Politecnica dell'Università degli Studi di Genova) abbandonò gli studi tecnici per dedicarsi a quelli artistici. Frequentò l'Accademia Ligustica dal 1912 al 1922 e si specializzò nella scuola speciale del nudo.
Nel 1916 Guerello fece il suo esordio alla LXII Esposizione della Società promotrice di belle arti in Genova. Successivamente partecipò a numerose mostre nazionali e alle Biennali veneziane negli anni 1922 e 1926.
Dopo un primo periodo pittorico dedicato al nudo e al paesaggio, negli anni della sua maturità artistica si avvicina al divisionismo e al simbolismo. 
Nel 1922 realizzò uno dei suoi lavori più noti, Calma argentea. Morì alle 12:40 del 24 dicembre 1931 nella sua casa in regione Oliveto a Portofino.